# Blbý a blbější
Blbý a blbější je americká komedie z roku 1994. V hlavních rolích hrají Jim Carrey a Jeff Daniels.

## Děj
Jim Carrey (Lloyd) a Jeff Daniels (Harry) jedou do města Aspen vrátit kufřík dívce, kterou vezl Jim Carrey (Lloyd) na letiště.